# Amphibulus pseudopustulae
Amphibulus pseudopustulae là một loài tò vò trong họ Ichneumonidae.